# Susan Jane Cunningham
Susan Jane Cunningham (Virginia, 23 de marzo de 1842-24 de enero de 1921) fue una matemática estadounidense que contribuyó a la fundación y desarrollo del Swarthmore College.

## Biografía
Nació en Virginia y estudió matemáticas y astronomía con Maria Mitchell, en el Vassar College, como estudiante especial durante 1866-1867. También estudió esas materias durante varios veranos en la Universidad de Harvard, la Universidad de Princeton, el Newnham College de Cambridge, el Observatorio de Greenwich, en Inglaterra, y el Williams College.
En 1869 se convirtió en una de las fundadoras de los departamentos de matemáticas y astronomía del Swarthmore College, y dirigió ambas divisiones hasta su jubilación en 1906. Fue la primera profesora de astronomía del Swarthmore y fue profesora de matemáticas en la universidad a partir de 1871.  En 1888 se convirtió en directora del Departamento de Matemáticas, y ese año se le dio permiso para planificar y equipar el primer observatorio en Swarthmore -que se siempre se conoció como Observatorio Cunningham- que albergaba el departamento de astronomía, y en el que vivió hasta su jubilación. El edificio todavía existe en el campus a pesar de que ya no se utiliza como observatorio, y ahora se conoce sencillamente como el Edificio Cunningham.
Cunningham murió el 24 de enero de 1921 de insuficiencia cardíaca. Su funeral se llevó a cabo en el campus, en el Swarthmore College Meeting House, y a él asistieron muchas figuras notables, como el entonces gobernador de Pensilvania William C. Sproul y el Comisionado de Salud del Estado de Pensilvania Edward Martin.

## Reconocimientos
En 1888, Cunningham recibió el primer doctorado honoris causa en ciencias otorgado por la Universidad de Swarthmore.
En 1891 se convirtió en una de las primeras seis mujeres en unirse a la New York Mathematical Society, que más tarde se convirtió en la American Mathematical Society. La primera fue Charlotte Angas Scott, y las otras cuatro fueron Mary E. Byrd, del Smith College, Mary Watson Whitney, de la Universidad de Vassar, Ellen Hayes, del Wellesley College  y Amy Rayson, quien enseñó matemáticas y física en una escuela privada en la ciudad de Nueva York.
Cunningham también fue miembro de la Sociedad Astronómica del Pacífico desde 1891, así como miembro fundador de la Asociación Astronómica Británica, en 1890, hasta que dimitió en septiembre de 1908.